# Liberi (O.R.O.)
Liberi è il quarto album in studio del gruppo musicale italiano O.R.O., pubblicato nel 2004.

## Tracce
1. Liberi
2. Ti amo
3. Se stai con me
4. Con la radio in sintonia
5. Un gioco semplice
6. Insieme
7. Due come tanti
8. Agosto
9. Anthony
10. Solo a te
11. Apparentemente